# Elecciones federales de 2003 en Chihuahua
Las elecciones federales de 2003 en Chihuahua se llevaron a cabo el domingo 6 de julio de 2003, y en ellas se renovaron los siguientes cargos de elección popular:
- 13 diputados federales. Miembros de la cámara baja del Congreso de la Unión. Nueve elegidos por mayoría simple y cuatro mediante el principio de representación proporcional a partir de la lista regional por partido correspondiente a la primera circunscripción electoral. Todos ellos electos para un periodo de tres años a partir del 1 de septiembre de 2003 sin posibilidad de reelección para el periodo posterior inmediato.

## Resultados electorales

### Diputados federales por Chihuahua

#### Diputados electos
| Candidato                  | Partido | Distrito   | Tipo de elección            |
| -------------------------- | ------- | ---------- | --------------------------- |
| José Mario Wong Pérez      |         | Distrito 1 | Mayoría relativa            |
| Nora Yu Hernández          |         | Distrito 2 | Mayoría relativa            |
| María Ávila Serna          |         | Distrito 3 | Mayoría relativa            |
| Miguel Lucero Palma        |         | Distrito 4 | Mayoría relativa            |
| Fernando Álvarez Monje     |         | Distrito 5 | Mayoría relativa            |
| Gustavo Madero Muñoz       |         | Distrito 6 | Mayoría relativa            |
| Jorge Castillo Cabrera     |         | Distrito 7 | Mayoría relativa            |
| Martha Laguette Lardizábal |         | Distrito 8 | Mayoría relativa            |
| Jesús Aguilar Bueno        |         | Distrito 9 | Mayoría relativa            |
| Francisco Barrio Terrazas  |         | N/A        | Representación proporcional |
| Ramón Galindo Noriega      |         | N/A        | Representación proporcional |
| Blanca Gámez Gutiérrez     |         | N/A        | Representación proporcional |
| José Reyes Baeza Terrazas  |         | N/A        | Representación proporcional |

#### Resultados
|  | 37.54 % |

|  | 47.35 % |

|  | 6.23 % |

|  | 2.33 % |

|  | 0.77 % |

|  | 0.19 % |

|  | 0.45 % |

|  | 0.61 % |

|  | 0.20 % |

|  | 0.34 % |

|  | 3.98 % |

|  | 100 % |

##### Distrito 1: Nuevo Casas Grandes
|  | 31.34 % |

|  | 47.95 % |

|  | 10.92 % |

|  | 3.89 % |

|  | 0.68 % |

|  | 0.14 % |

|  | 0.18 % |

|  | 0.49 % |

|  | 0.10 % |

|  | 0.16 % |

|  | 0.01 % |

|  | 95.87 % |

|  | 4.13 % |

|  | 33.02 % |

|  | 66.98 % |

##### Distrito 2: Ciudad Juárez
|  | 39.22 % |

|  | 47.11 % |

|  | 3.64 % |

|  | 1.22 % |

|  | 0.94 % |

|  | 0.24 % |

|  | 1.41 % |

|  | 0.79 % |

|  | 0.28 % |

|  | 0.35 % |

|  | 0.04 % |

|  | 95.24 % |

|  | 4.76 % |

|  | 30.41 % |

|  | 69.59 % |

##### Distrito 3: Ciudad Juárez
|  | 40.51 % |

|  | 46.77 % |

|  | 3.78 % |

|  | 1.89 % |

|  | 0.93 % |

|  | 0.18 % |

|  | 0.48 % |

|  | 0.99 % |

|  | 0.25 % |

|  | 0.54 % |

|  | 0.06 % |

|  | 96.37 % |

|  | 3.63 % |

|  | 31.81 % |

|  | 68.19 % |

##### Distrito 4: Ciudad Juárez
|  | 31.21 % |

|  | 54.39 % |

|  | 4.00 % |

|  | 2.82 % |

|  | 0.72 % |

|  | 0.23 % |

|  | 0.53 % |

|  | 0.70 % |

|  | 0.23 % |

|  | 0.39 % |

|  | 0.04 % |

|  | 95.27 % |

|  | 4.73 % |

|  | 31.70 % |

|  | 68.30 % |

##### Distrito 5: Delicias
|  | 44.78 % |

|  | 38.74 % |

|  | 7.59 % |

|  | 3.44 % |

|  | 0.71 % |

|  | 0.11 % |

|  | 0.19 % |

|  | 0.38 % |

|  | 0.15 % |

|  | 0.59 % |

|  | 0.01 % |

|  | 96.70 % |

|  | 3.30 % |

|  | 35.68 % |

|  | 64.32 % |

##### Distrito 6: Chihuahua
|  | 44.06 % |

|  | 43.65 % |

|  | 4.57 % |

|  | 2.17 % |

|  | 0.91 % |

|  | 0.14 % |

|  | 0.23 % |

|  | 0.56 % |

|  | 0.25 % |

|  | 0.26 % |

|  | 0.05 % |

|  | 96.85 % |

|  | 3.15 % |

|  | 41.22 % |

|  | 58.78 % |

##### Distrito 7: Cuauhtémoc
|  | 32.09 % |

|  | 52.56 % |

|  | 6.69 % |

|  | 1.89 % |

|  | 0.55 % |

|  | 0.28 % |

|  | 0.59 % |

|  | 0.64 % |

|  | 0.18 % |

|  | 0.27 % |

|  | 0.02 % |

|  | 95.76 % |

|  | 4.24 % |

|  | 30.77 % |

|  | 69.23 % |

##### Distrito 8: Chihuahua
|  | 33.70 % |

|  | 44.57 % |

|  | 13.38 % |

|  | 2.09 % |

|  | 0.92 % |

|  | 0.17 % |

|  | 0.22 % |

|  | 0.39 % |

|  | 0.21 % |

|  | 0.22 % |

|  | 0.03 % |

|  | 95.89 % |

|  | 4.11 % |

|  | 39.13 % |

|  | 60.87 % |

##### Distrito 9: Hidalgo del Parral
|  | 36.87 % |

|  | 52.20 % |

|  | 3.52 % |

|  | 1.83 % |

|  | 0.40 % |

|  | 0.20 % |

|  | 0.31 % |

|  | 0.50 % |

|  | 0.11 % |

|  | 0.22 % |

|  | 0.02 % |

|  | 96.17 % |

|  | 3.83 % |

|  | 39.60 % |

|  | 60.40 % |